# Teijeiro (Curtis)
Teijeiro (oficialmente en gallego: Teixeiro) es una pequeña población gallega localizada en el municipio de Curtis, en la provincia de La Coruña en la comarca de Betanzos y es capital del mismo. En Teijeiro se sitúan el Ayuntamiento y la plaza de España.

## Historia

### Orígenes rurales con historia
Al igual que muchas otras localidades gallegas, Teijeiro nació de la unión de varias casas y pequeñas aldeas alrededor del Santuario de la Virgen de los Remedios. Con el paso del tiempo, estas se fueron ampliando y unificando, dando lugar al actual núcleo urbano de Teixeiro.

### El impulso del ferrocarril
El gran punto de inflexión en su desarrollo llegó con la inauguración de la estación de tren, el 10 de octubre de 1875, que supuso una conexión directa con el exterior y facilitó el crecimiento comercial y social del pueblo.

### Infraestructuras que conectan
A comienzos del siglo XX, la apertura de la carretera asfaltada que une Teijeiro con Santiago de Compostela y A Coruña permitió una integración aún mayor con el entorno, impulsando la llegada de nuevas oportunidades.

### Nacimiento del tejido industrial
Con esta mejora de comunicaciones, se instala en el pueblo la primera gran industria: LLOFAR, dedicada a la fabricación de componentes arsénicos. Años más tarde, llegaría el verdadero motor industrial: la siderúrgica SIDEGASA, cuyo impacto económico fue clave para el desarrollo de la comarca.

### Reconversión y nueva etapa
El cierre de SIDEGASA en 1988, por motivos políticos, supuso un duro golpe para la zona. Sin embargo, el antiguo solar fue reconvertido en el actual Polígono Industrial de Teijeiro, uno de los más importantes y mejor situados de Galicia, que continúa atrayendo empresas y generando empleo.

### Servicios estratégicos
En el año 2000, se asentó en las proximidades del pueblo el Centro Penitenciario Provincial de A Coruña, contribuyendo a la dinamización del área y favoreciendo la implantación de nuevos servicios.

### Presente y proyección
Hoy, Teijeiro es el principal núcleo de población del municipio de Curtis, superando los 2.000 habitantes junto a su área de influencia. Su crecimiento sostenido se apoya en el dinamismo de su polígono industrial y su privilegiada ubicación. Teixeiro mira al futuro con fuerza, combinando tradición y progreso.

## Servicios
El pueblo de Teijeiro dispone de una amplia oferta de servicios públicos, que cubren las principales necesidades de sus vecinos en ámbitos como la salud, el deporte y la cultura.

### Atención sanitaria
En el ámbito sanitario, Teijeiro cuenta con una base de ambulancias y un Punto de Atención Continuada (PAC). Esto garantiza no solo la atención médica habitual en horario de mañana, sino también la presencia permanente de personal facultativo para la atención de urgencias de primera instancia durante el resto del día, los 365 días del año.

### Instalaciones deportivas
En el plano deportivo, el pueblo ofrece una destacada red de instalaciones municipales de libre acceso o uso regulado, que incluyen:
- Polideportivo cubierto
- Pistas de Pump Track
- Pistas deportivas exteriores multideporte
- Pista de pádel
- Pista de tenis
- Piscina al aire libre
- Campo de tiro
- Dos campos de fútbol

Estas infraestructuras permiten la práctica de múltiples disciplinas y fomentan un estilo de vida activo entre la población.

### Oferta cultural y educativa
En cuanto a servicios culturales, destaca el Edificio de Usos Múltiples, conocido como Casa de la Cultura, que alberga diversas actividades sociales y culturales a lo largo del año. También cuenta con una pequeña biblioteca y un aula informática, espacios que contribuyen a la formación continua y al acceso a la información.

### Transporte
Teijeiro dispone de buenas conexiones de transporte, especialmente destacables para una localidad de su tamaño y ubicación rural. Cuenta con una estación de ferrocarril con parada de trenes de Media Distancia que conectan con  La Coruña  y Monforte de Lemos. Además, dispone de cuatro plazas de taxi y paradas de autobús con rutas regulares hacia Santiago de Compostela y A Coruña.
Las frecuencias de transporte público son superiores a la media habitual en zonas similares, gracias en parte a la presencia del Centro Penitenciario de Teijeiro, que incrementa la demanda de movilidad desde y hacia el municipio.

### Educación
El pueblo de Teijeiro dispone de dos centros educativos públicos: una escuela infantil (guardería) y un Colegio de Educación Infantil y Primaria (CEIP).
La escuela infantil, de titularidad pública y perteneciente a la red autonómica Galiña Azul de la Junta de Galicia, fue inaugurada a comienzos de 2013 y ofrece atención educativa a niños de 0 a 3 años, con una capacidad de 61 plazas.
Por su parte, el CEIP de Teijeiro acoge al alumnado de 3 a 12 años, ofreciendo los tres ciclos completos de educación primaria. Las materias impartidas incluyen lengua gallega, lengua castellana, inglés, matemáticas, ciencias (conocimiento del medio), música, educación física, plástica, religión y lectura. El centro dispone de gimnasio, biblioteca y comedor escolar.
Sin embargo, el edificio no ha sido objeto de ninguna reforma integral desde su inauguración, lo que ha provocado por el paso del tiempo un deterioro de sus instalaciones, por lo que urge su modernización para adaptarlo a las necesidades actuales del alumnado y profesorado.
Dado el crecimiento demográfico que está experimentando Teijeiro y su entorno, sería de gran interés que la futura reforma incluyera la implantación del primer ciclo de Educación Secundaria Obligatoria (ESO), evitando así desplazamientos innecesarios de los estudiantes más jóvenes al instituto de Curtis y facilitando la conciliación familiar.

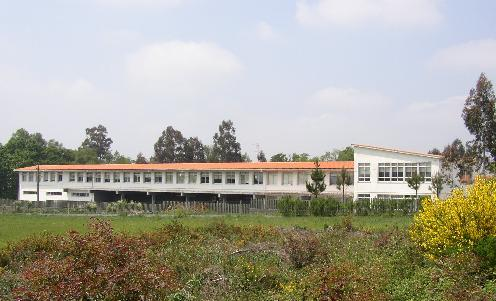
CEIP de Teijeiro

## Fiestas
Las fiestas más destacadas del pueblo son principalmente dos: las fiestas de A Xuventude y las Fiestas Patronales. A estas se suma una tercera, de menor relevancia, celebrada el 19 de marzo, en honor a San José.
En el ámbito gastronómico, el pueblo también acoge una celebración dedicada al champiñón, conocida como la Festa do Cogumelo, que tiene lugar el último domingo de octubre. En el marco de esta fiesta, desde el año 2012, también se celebra la popular Ruada de Teijeiro, una jornada festiva que incluye cantos de taberna, música tradicional (foliada) y actividades abiertas al público, convirtiéndose en una de las citas más animadas del calendario local.
Otra festividad a destacar es la Feira do Cabalo (Feria del Caballo), organizada por una asociación local y celebrada el primer fin de semana de agosto.
Además, durante el mes de agosto, las asociaciones del pueblo impulsan la Semana da Cultura e do Lecer, en la que se desarrollan numerosas actividades deportivas, culturales y ferias de artesanía.
Las Fiestas de A Xuventude tienen lugar en el mes de julio, habitualmente durante el segundo o tercer fin de semana. En sus orígenes eran conocidas como las Fiestas del Trabajador y se celebraban en una fecha fija: el 18 de julio. Estas fiestas, de carácter pagano, comenzaron a celebrarse en el año 1943, impulsadas por una antigua empresa del pueblo ya desaparecida, que otorgaba en esa fecha la paga extra a sus trabajadores. En la actualidad, las fiestas comienzan con un concierto dirigido especialmente a la juventud, con música rock, folk y otros estilos, seguido de tres días de celebración.
Por su parte, las Fiestas Patronales, consideradas las más importantes del pueblo, se celebran en honor a la Virgen de los Remedios. Sus días principales son el 8 y 9 de septiembre, siendo el 8 el día de Nuestra Señora, como la conocen los vecinos. Esta fecha, junto con el martes de carnaval, está reconocida como festivo local en el municipio de Curtis. Durante estos días, la imagen de la Virgen de los Remedios recorre las calles de Teijeiro en una multitudinaria procesión, que culmina con una misa solemne.